# Chetogena approximata
Chetogena approximata är en tvåvingeart som beskrevs av Villeneuve 1936. Chetogena approximata ingår i släktet Chetogena och familjen parasitflugor. Inga underarter finns listade i Catalogue of Life.